# ستيفان سكوجال
ستيفان لويس سكوجال (مواليد 7 ديسمبر 1992) هو لاعب كرة قدم إسكتلندي يلعب لاعب خطِ وسطٍ لنادي نادي ألوا أثليتيك .

## روابط خارجية
- ستيفان سكوجال على موقع قاعدة بيانات كرة القدم.إي يو (الإنجليزية)
- ستيفان سكوجال على موقع Soccerbase.com (لاعب) (الإنجليزية)
- ستيفان سكوجال على موقع Soccerway.com (الإنجليزية)
- ملف ستيفان سكوجال في شيفيلد يونايتد